# Innocenci López i Bernagossi
Innocenci López i Bernagossi (Girona, 28 de desembre de 1829 - Barcelona, 22 de setembre de 1895) fou llibreter i editor, fundador dels setmanaris satírics La Campana de Gràcia i L'Esquella de la Torratxa. Va ser el pare d'un altre llibreter, Antoni López i Benturas, i l'avi del també llibreter Antoni López i Llausàs.

## Biografia
Nascut a Girona el 1829, fill de Miquel López i Carrascosa de professió militar i de Joana Bernagossi, s'establí a Barcelona, en un local de la rambla del Mig, on es dedicà a una fructífera activitat editorial. Antic dependent de la casa Tasso, el 1855 adquirí la Llibreria Espanyola, des d'on projectà setmanaris i col·leccions populars, que tingueren una gran acollida. Edità els almanacs d'El Cañón Rayado, Un Tros de Paper, Lo Noy de la Mare, La Rambla, El Tiburón, Lo Xanguet i altres, i també els Singlots Poetichs de Pitarra, així com les revistes satíriques Un tros de paper i Lo Noy de la mare i obres de Valentí Almirall, Robert Robert, Conrad Roure, Llanas, etc. El seu encert més gran, però, fou fundar La Campana de Gràcia i L'Esquella de la Torratxa, les publicacions de vida més llarga de la premsa catalana i dos títols emblemàtics del periodisme satíric a Catalunya. En aquestes publicacions hi col·labora, entre d'altres, el dibuixant Jaume Juez i Castellà, també conegut amb el pseudònim de "Xirinius".
D'idees republicanes, prengué part en la Revolució de 1868, i fou membre de la Junta Revolucionària de Barcelona; també fou nomenat (1873) director general de Correus a l'illa de Cuba. Fou enterrat al Cementiri de Montjuïc.
Es va casar amb Joana Benturas i Puig (1824-1892). El seu fill Antoni López i Benturas va heretar la Llibreria Espanyola i va continuar la seva tasca. El seu fill Guillem López Benturas fou un conegut metge i tinent d'alcalde de l'Ajuntament de Barcelona. Va tenir a més altres fills: Enric (1907-1907), Josep i Elvira López i Benturas.